# Hylaeus rawi
Hylaeus rawi là một loài Hymenoptera trong họ Colletidae. Loài này được Snelling mô tả khoa học năm 1982.